# Decanter
Decanter är en udde i Antarktis. Den ligger i Östantarktis. Nya Zeeland gör anspråk på området.
Terrängen inåt land är lite kuperad. Trakten är glest befolkad. Närmaste befolkade plats är McMurdo Station, 17,8 kilometer söder om Decanter. 